# Национальный музыкально-драматический театр
Национальный музыкально-драматический театр Республики Коми — сыктывкарский драматический театр, основанный в 1992 году.
Основатель и художественный руководитель театра — заслуженный деятель искусств Российской Федерации — Светлана Гениевна Горчакова.

## История
Национальный музыкально-драматический театр Республики Коми был создан в 1992 году Постановлением Совета министров Коми АССР. Это единственный в республике Коми профессиональный театр, все постановки которого идут на национальном языке народа коми. Театр был создан как театр фольклора, основной целью которого являлось сохранение самобытности национальной культуры и национального языка. В августе 2005 года Постановлением Правительства Республики Коми Театр фольклора был переименован в Национальный музыкально-драматический театр Республики Коми.

## Репертуар
Театр ставит спектакли по произведениям поэтов и писателей народа коми, использует лучшие образцы классической драматургии коми во всех существующих жанрах, не ограничиваясь фольклорными материалами, такие как: спектакль в жанре народной драмы «Дорйысь-кутысь Ен мам» (Заступница небесная), музыкально-эпическая поэма «Керча-ю козяин» (Хозяин Керча-реки), музыкальная комедия «Ар — готрасян кад» (Осень — время свадеб), мифологический сказ «Йола гор» (Звучание эха), современная драма «Кык бать» (Повесть об отцах), комедия «Макар Васька — сиктса зон» (Озорник), легенда-быль «Но-о, биа бордаяс!» (Ну-у, залётные), детские сказки «Зарни сюра кор» (Златорогий олень), «Бедьпи» (Верешок), «Ема да Чача» (Баба Яга и Чача), музыкальная комедия «Коркo муса, коркo абу» (Любит — не любит), драма «Шудой, эн дзебсясь, эн вош» (Счастье, не исчезай), фантастический боевик «Пармаын вошом БТР» (БТР, затерявшийся в тайге), музыкальная комедия «Готрась, пиo, готрась» (Женись, сынок, женись), музыкальная драма по ижмо-колвинскому эпосу «Ясoвой» (Вожак), мелодрама «Мамлон сьoлом» (Сердце матери), музыкальная комедия «Прощай, любовь».
Наряду с классиками коми в театре представлены пьесы финских и венгерских авторов в переводе на коми язык.

## Первая детская опера театра на языке коми
В 2010 году театром поставлена первая детская опера на языке коми «Ручильой да Кoчильой» (Лисонька и Заинька) композитора Александра Горчакова. В 2011 году опера «Ручильой да Кoчильой» получила Премию Правительства Республики Коми.
Труппа Национального музыкально-драматического театра Республики Коми постоянно выезжает на гастроли в самые отдаленные районы Республики Коми.

## Участие в международных фестивалях
В 1993-95 годах труппа театра выезжала на Международные театральные фестивали «Бомба» — в город Нурмес (Финляндия). В 1997 году коллектив театра выступил на XX фестивале фольклора народов севера в городе Гданьске (Польша), в 1998 году — на фольклорном фестивале в Бургасе (Болгария). В 1999 году коллектив завоевал симпатии зрителей на фольклорном фестивале в Тарту (Эстония), в 2000 году — в городе Хельсинки на фестивале «Медвежий праздник», в 2001 году на театральном фестивале «Ugri» в финском городе Иматре, в 2005 году — в городе Рованиеми (Финляндия) на фестивале «Jutajaiset», в 2002 г. — в городе Москва на фестивале «Виват, Меценат!», в 2002, 2004, 2008, 2010 годах — в Республике Марий Эл на Международном фестивале финно-угорских народов «Майатул», в 2006, 2007 — на фестивале «Riddi — Riddi» в Норвегии, в 2007 — на фестивале в городе Будапешт (Венгрия). Коллектив гастролировал в городах: Петрозаводске, Нарьян-Маре, Екатеринбурге, Йошкар-Оле, Кудымкаре, Москве, Саранске, Санкт-Петербурге, а также выступал в Пермском крае.

## Награды
Постановки театра отмечены дипломами лауреата многих Международных театральных фестивалей. Музыкальный эпос «Вор керка» (Охотничий домик) завоевал приз Ассоциации педагогов Финляндии в 1994 году, а также приз фестиваля Евро-Арктического региона «Северная звезда» (г. Петрозаводск, 2005 г.). Спектакль «Эзысь шабді» (Серебро льна) на Международном фестивале «Русский остров» (г. Москва, 2005 г.) победил в двух номинациях: «Лучший спектакль фестиваля» и «Лучшая мужская роль» (Александр Ветошкин, роль Oльоша). Дипломом лауреата фестиваля «Майатул» (г. Йошкар-Ола) отмечены драмы «Шудой, эн дзебсясь, энвош» («Счастье, не исчезай») в 2008 году и «Мама-пиа» (Мать и сын) — в 2010 году.
Спектакли театра неоднократно становились лауреатами республиканских театральных конкурсов: музыкальная драма «Ош родвуж» («Медвежья родня») — лауреат фестиваля «Ен дзирд» (2002), комедия «Макар Васька — сиктса зон» (Озорник) — лауреат Республиканского театрального конкурса в 2004 году, фантастический боевик «Пармаын вошом БТР» (БТР, затерявшийся в тайге) — лауреат Республиканского конкурса им. С. И. Ермолина в 2008 году, музыкальная комедия «Готрась, пиo, готрась» (Женись, сынок, женись) — лауреат Республиканского конкурса им. С. И. Ермолина в 2009 году.
Государственными наградами Республики Коми отмечены спектакли театра: «Эзысь шабдi» (Серебро льна) — лауреат Государственной премии Республики Коми в 1999 году, «Но-о, биа бордаяс!» (Ну-у, залётные!) — лауреат Государственной премии Республики Коми в 2007 году, «Пармаын вошом БТР» (БТР, затерявшийся в тайге) — лауреат Премии Правительства Республики Коми в 2009 году.

## Фестиваль имени А. П. Чехова
В ноябре 2009 года Национальный музыкально-драматический театр Республики Коми стал основным организатором Международного театрального фестиваля имени А. П. Чехова, прошедшего в городе Сыктывкаре. В рамках фестиваля была показана музыкальная драма по ижмо-колвинскому эпосу «Ясoвой» («Вожак»).

## Труппа
Актёрский состав театра — это драматические актёры и артисты фольклорно-этнографического ансамбля «Парма». Среди них :
Заслуженные артисты Республики Коми и лауреаты Государственной премии Республики Коми:
- Александр Ветошкин,
- Елена Чувьюрова,
- Андрей Епанешников,
- Валентина Соколова.

Заслуженные артисты Республики Коми:
- Галина Подорова,
- Алена Сметанина,
- Зоя Осипова.

Лауреаты Государственных премий Республики Коми:
- Андрей Засухин,
- Альбина Карманова,
- Анна Попова.